# Хама
Ха́ма (араб. حَمَاة‎, означает «крепость») — город на берегу реки Оронт в центральной части Сирии, в 47 км к северу от города Хомса, в 209 км от Дамаска. Главный город одноимённой мухафазы.
В состав независимой Сирии Хама входит с 1941 года. После переворота, в результате которого к власти пришли военные во главе с Хафезом Асадом, она стала одним из основных центров оппозиции режиму алавитов. Выступления мусульман Хамы пришлось подавлять силой. Несмотря на это, она осталась одним из основных форпостов консервативных настроений и стала центром руководимого «Братьями-мусульманами» религиозного восстания, которое завершилось взятием Хамы, в ходе которого город был значительно разрушен, количество погибших составило до 40 тысяч человек, большую часть из них составили мирные жители Хамы.
Население насчитывает 696 863 человек, пятый в списке крупнейших городов Сирии, после Дамаска, Халеба, Хомса и Латакии. Высота над уровнем моря — около 270 м. Климат — средиземноморский.
Важный сельскохозяйственный и промышленный центр Сирии, площадь обрабатываемых земель — 3680 км². (более трети территории мухафазы). Текстильная, пищевая, цементная, металлургическая промышленность.

## История
Поселения в Хаме существовали со времён неолита и железного века. Начиная как минимум с сиро-хеттского периода засвидетельствовано наименование города — Хамат, от которого происходит его современное название. Наряду с Дамаском Хама была центром Арамейского государства. Упоминается в Библии как столица Ханаанского (Хаматского) царства. В результате раскопок Харальда Ингольта в Хаме был обнаружен арамейский слой, датированный 1000 годом до н. э.. Во время завоевания Македонией город получил греческое название Эпифания (Епифания). Позднее перешёл под контроль Византии. Завоёван арабами в 638 или 639 году.
С 1108 по 1188 годы город находился под контролем крестоносцев. В 1188 году Саладин отвоевал его. С 1299 года под контролем мамлюков. С начала XVI века — в составе Османской империи. После Первой мировой войны в составе Леванта под контролем Франции при мандате Лиги Наций. С 1941 года — часть независимой Сирии.
В 2011 году в городе произошли антиправительственные выступления.

### Штурм Хамы
В феврале 1982 года в Хаме произошли трагические события, когда Сирийские арабские вооружённые силы подвергли бомбардировке, а затем взяли штурмом с целью подавить восстание исламистов под началом организации «Братья-мусульмане».
По разным оценкам, от 2 до 40 тысяч человек были убиты (в том числе 1000 солдат), значительные районы Старого города оказались разрушены.

### Наступление на Хаму (2024)
В ноябре 2024 года началось наступление оппозиционных сил Сирии на Хаму в ходе наступления на северо-западе Сирии во время гражданской войны. Бои завершились взятием города 5 декабря 2024 года.

## Достопримечательности
Город славится своими нориями (сегодня в хорошем состоянии находятся 22 нории), использовавшимися для полива садов, которые известны с 1100 г. до н. э. Хотя исторически колеса использовались для ирригации, сегодня они имеют, в основном, эстетические функции. Другая достопримечательность — дворец Азема (Каср Азем) — основанный ставшим впоследствии губернатором Дамаска Аземом.
В художественном музее Хамы — хорошо сохранившаяся римская мозаика конца IV в. из близлежащей деревни Марьямин. На ней изображён инструментальный ансамбль, состоящий исключительно из женщин, которые играют на гидравлосе, кифаре, авлосе, различных ударных инструментах, в том числе, изображён редкий в иконографии инструмент ацетабул (набор разнозвучащих винных чаш).

## Известные уроженцы
- Иоанн Эпифанский — византийский историк VI века.
- Абдель Хамид Сарадж — Председатель Исполнительного Совета Северной Территории Объединенной Арабской Республики (1960—1961).
- Хусни аль-Барази — премьер-министр Сирии (1942—1943).
- Сайид Хавва — один из лидеров и идеологов сирийского отделения «Братьев-мусульман».

## Галерея

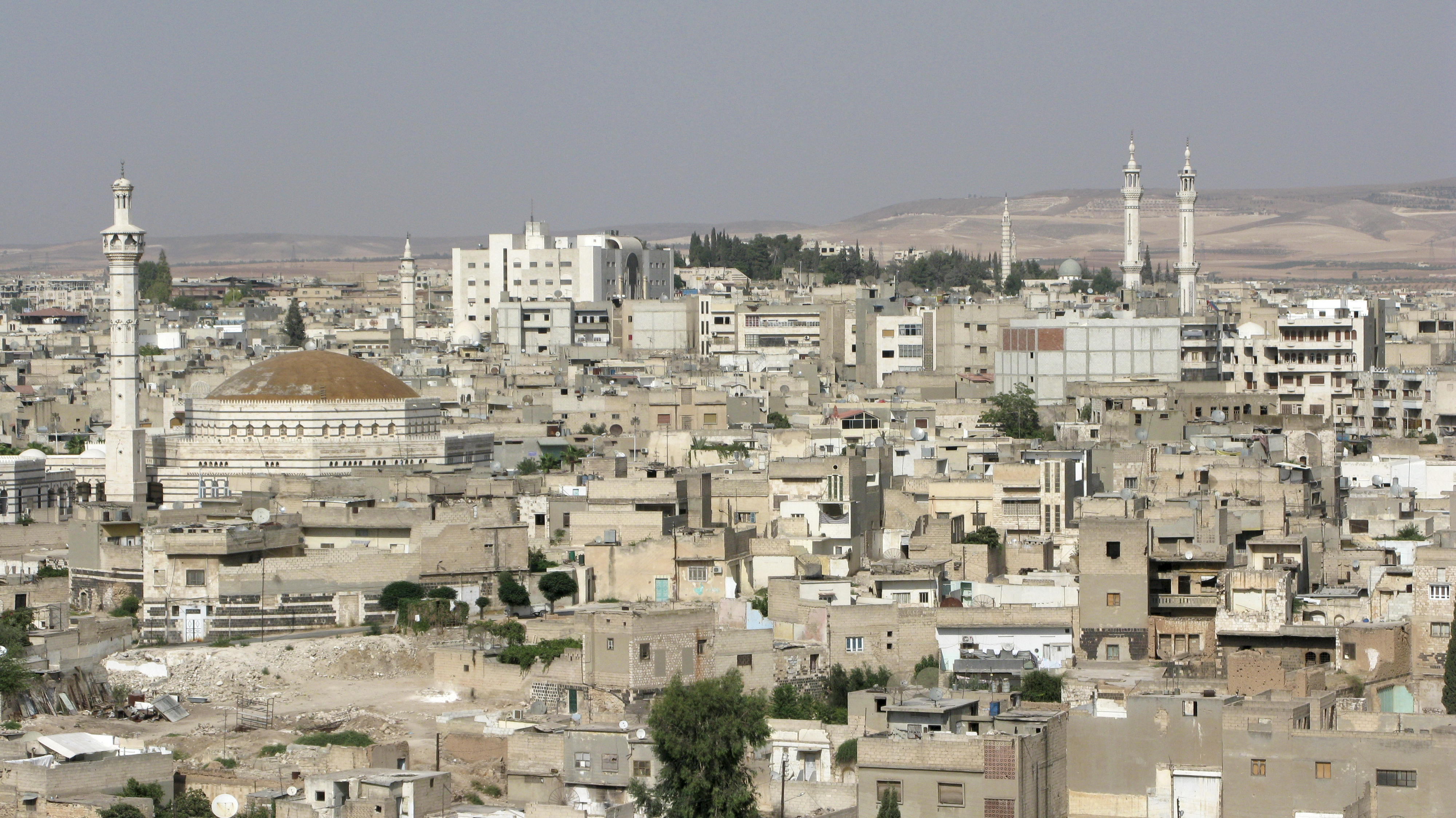
Панорама современного города
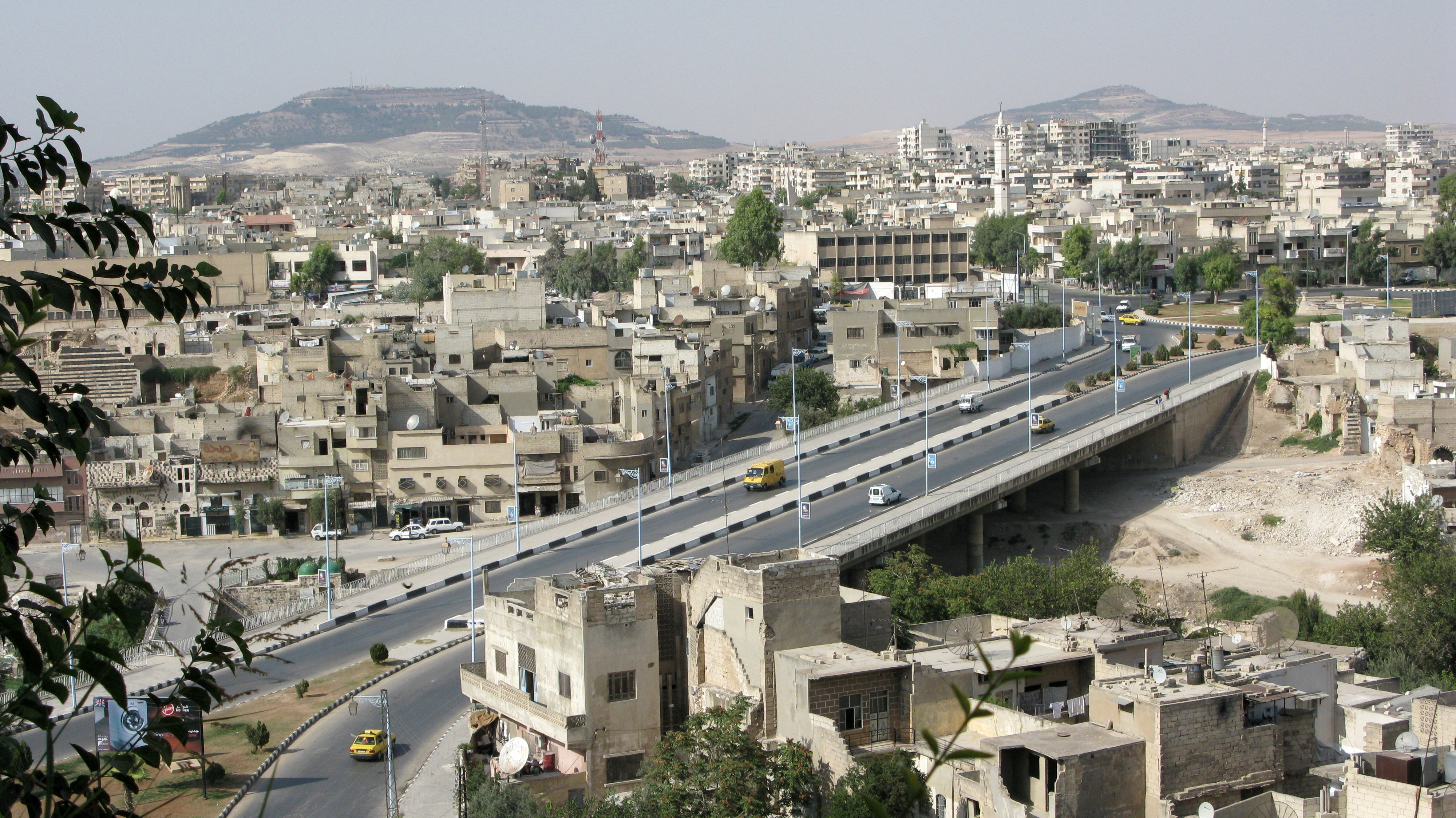
Панорама города и мост через реку Оронт
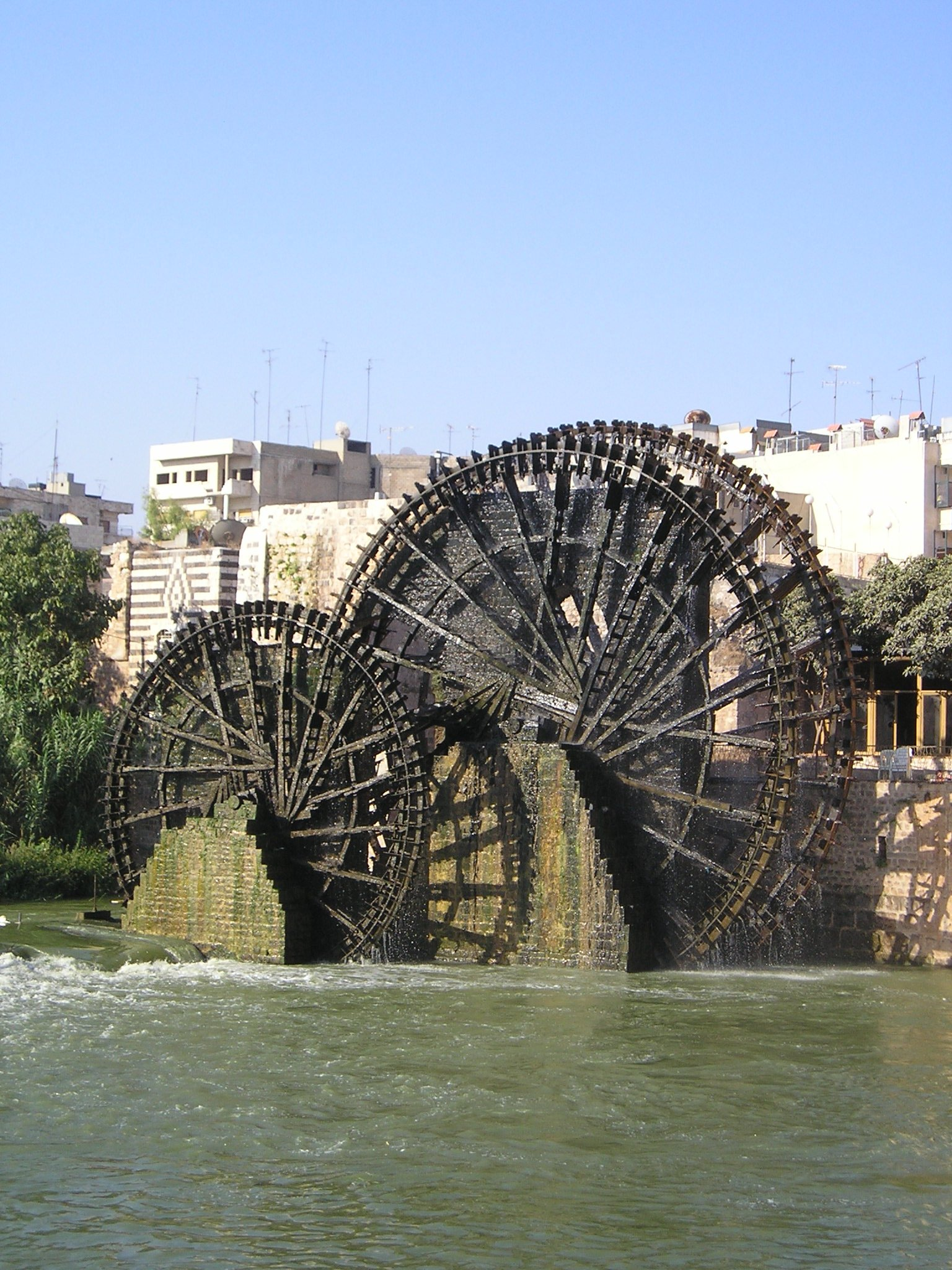
Нории на реке Оронт в Хаме
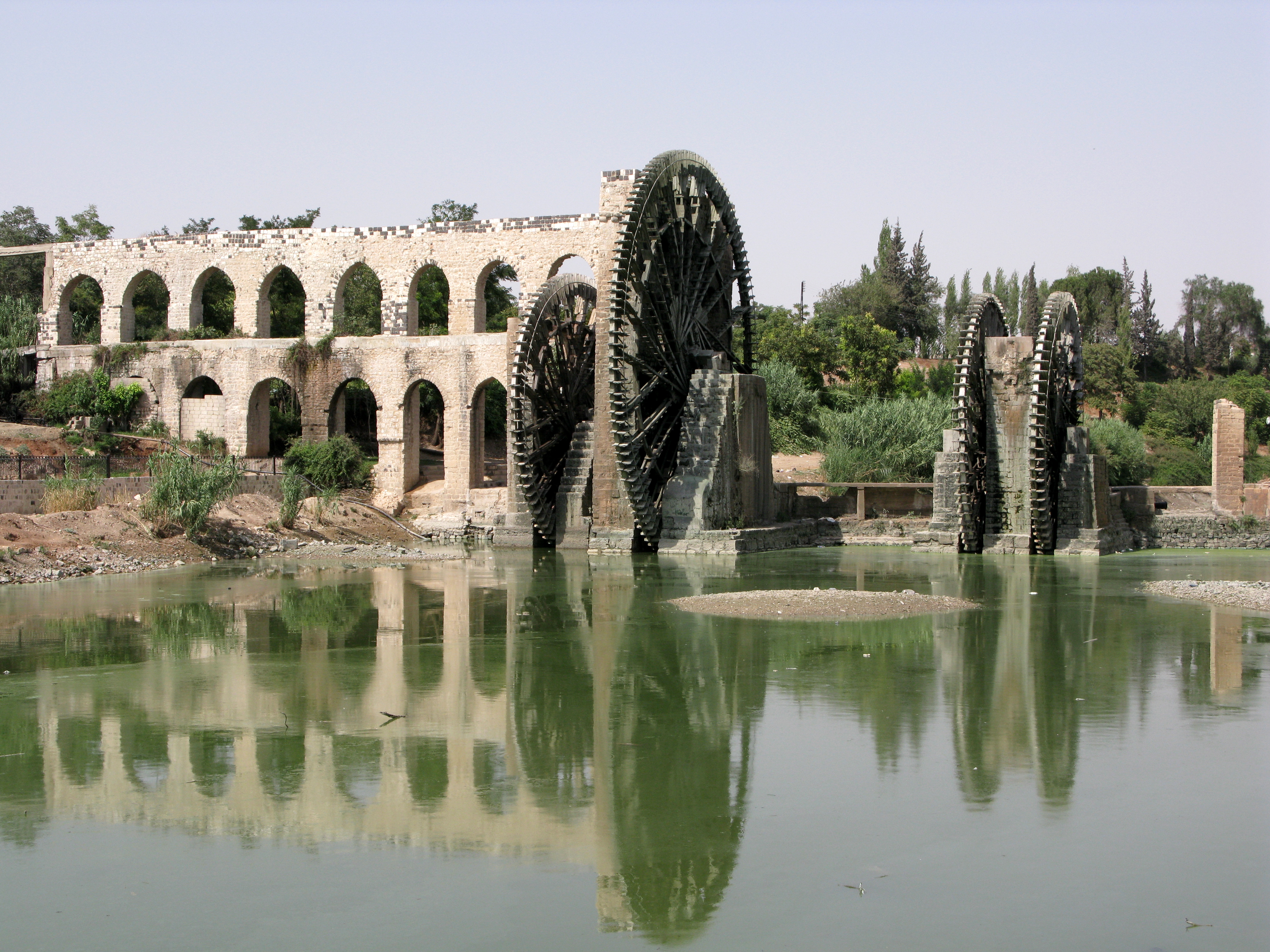
Нории
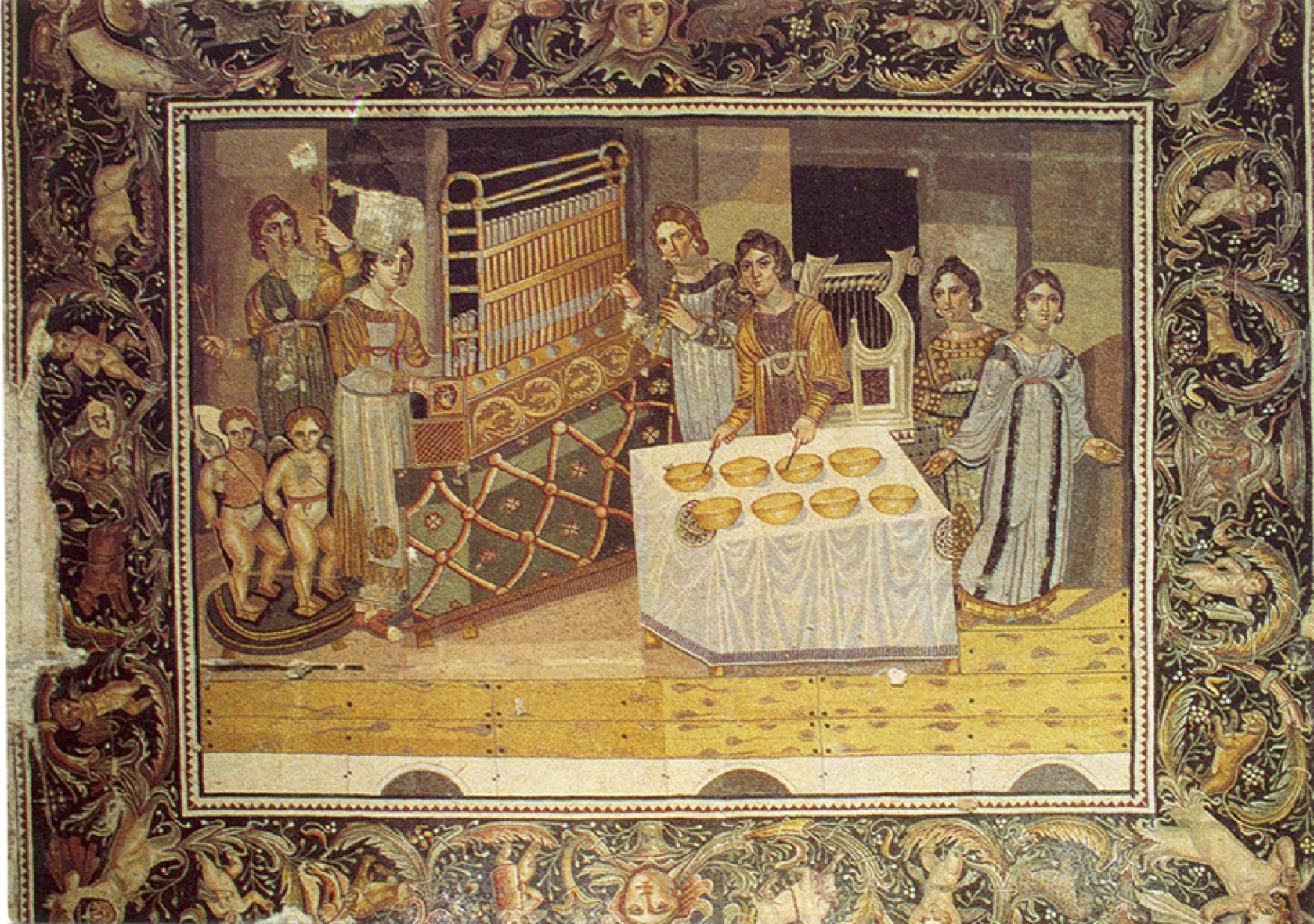
Мозаика из Марьмина (кон. IV — нач. VI веков н. э.). Художественный музей Хамы (Сирия)
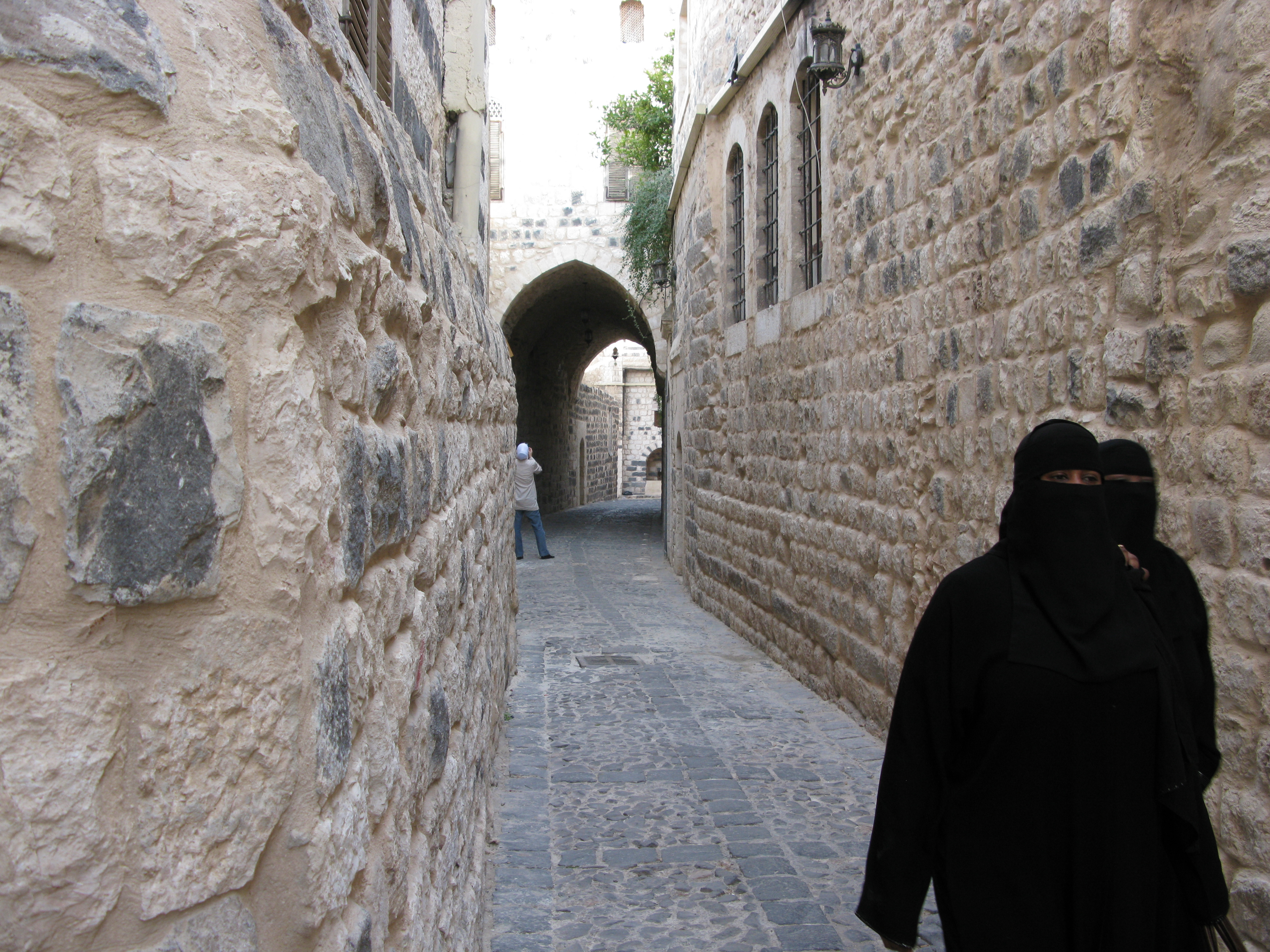
Улицы старого города
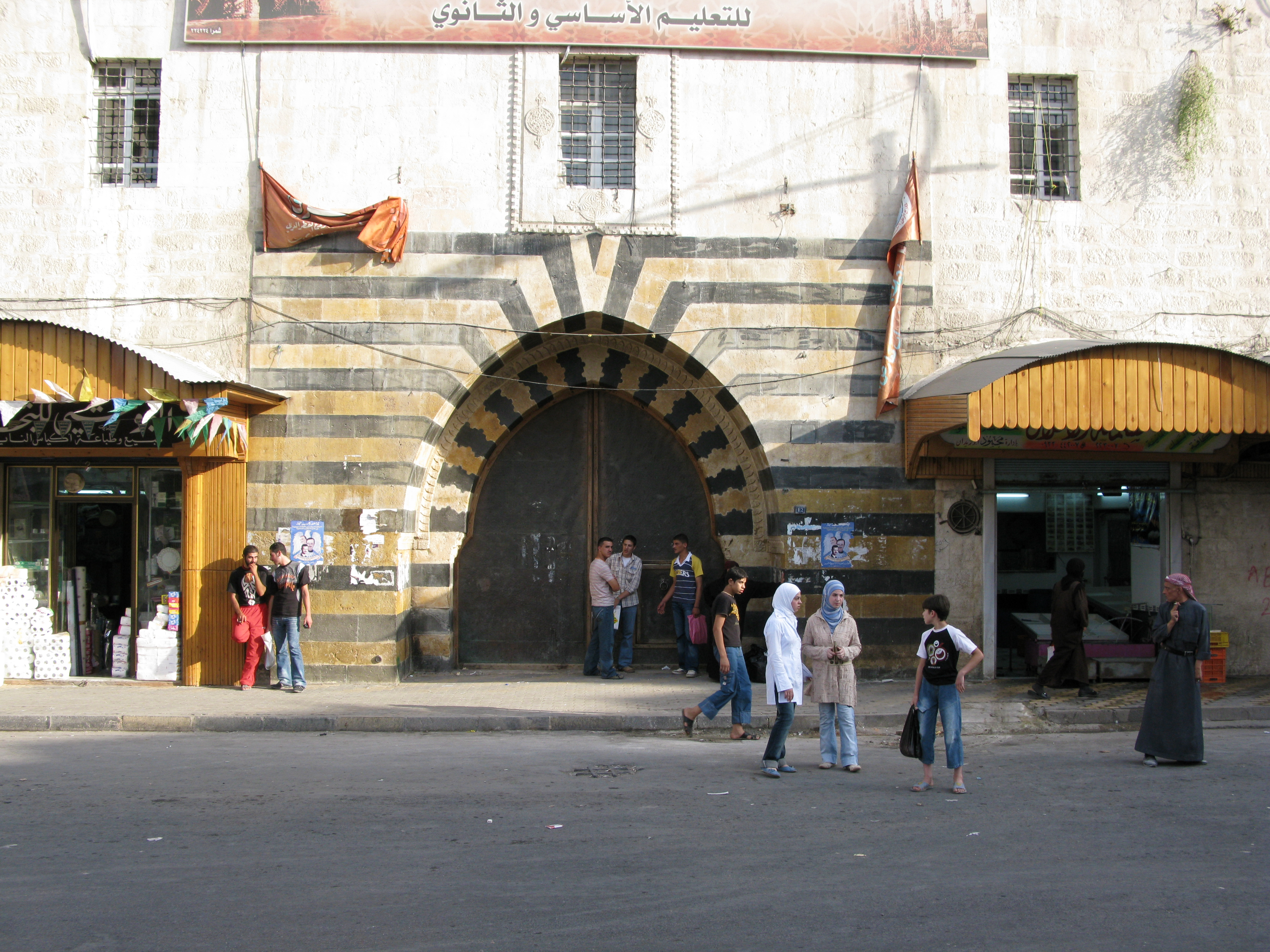
Старый город
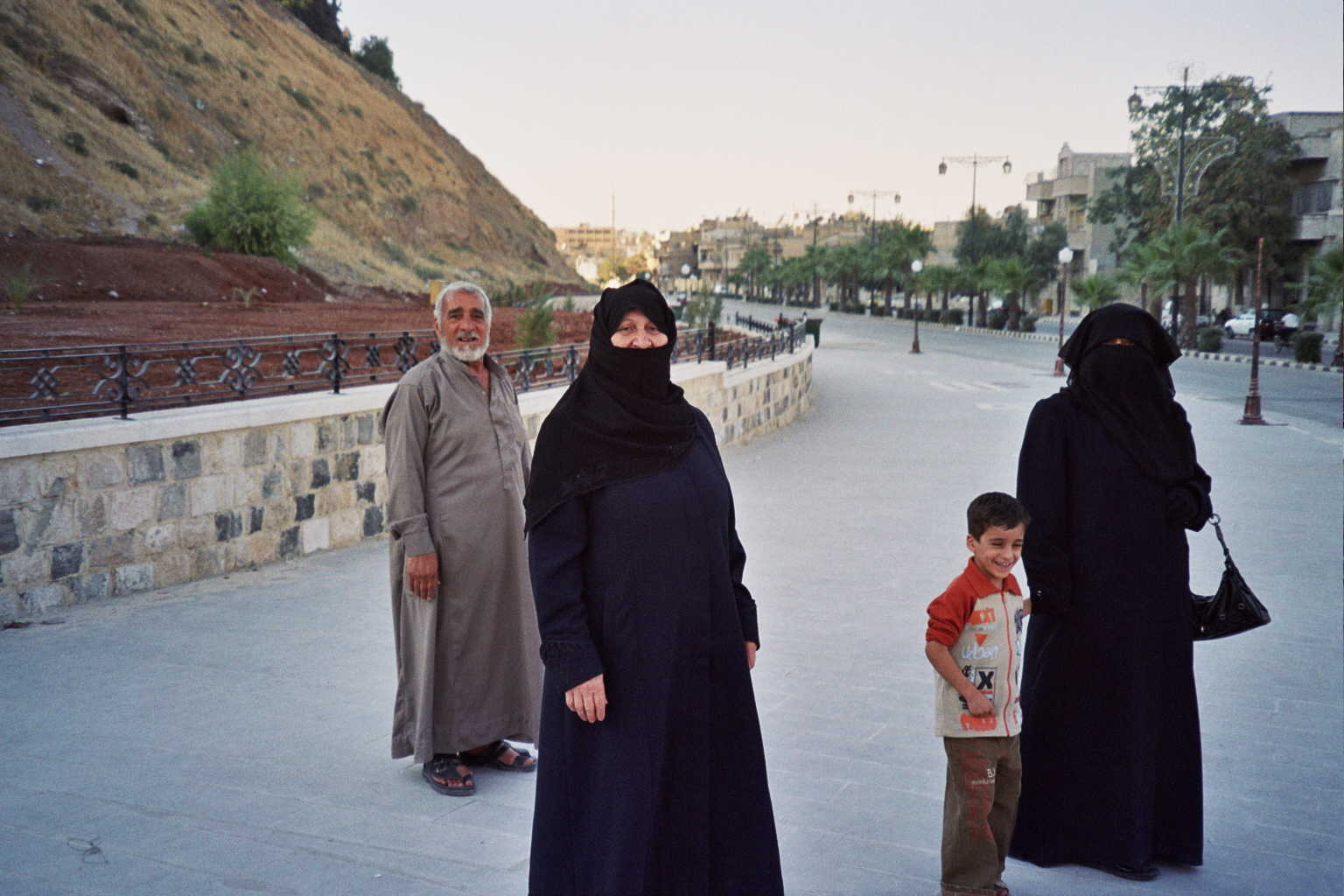
Туристы в Хаме